# (2144) Marietta
(2144) Marietta (1975 BC1) – planetoida z pasa głównego asteroid okrążająca Słońce w ciągu 4,88 lat w średniej odległości 2,87 au. Odkryta 18 stycznia 1975 roku przez radziecką astronom Ludmiłę Czernych, otrzymała swoją nazwę na cześć radzieckiej pisarki Marietty Szaginian.